# Нэтчбулл, Джон, 7-й барон Брэбурн
Джон Улик Нэтчбулл (англ. John Ulick Knatchbull; 9 ноября 1924 — 23 сентября 2005, Мершем, Кент, Великобритания) — британский аристократ, кинопродюсер, 7-й барон Брэбурн с 1943 года. Второй сын Майкла Нэтчбулла, 5-го барона Брэбурна. Унаследовал отцовский титул после гибели на войне старшего брата Нортона. Был женат на Патрисии Маунтбеттен, 2-й графине Маунтбеттен Бирманской suo jure, благодаря чему оказался в ближайшем окружении королевской семьи. Продюсировал ряд фильмов, в том числе «Ромео и Джульетта» (1968), «Убийство в „Восточном экспрессе“» (1974), «Смерть на Ниле» (1978), «Зло под солнцем» (1982), «Поездка в Индию» (1984). За «Ромео и Джульетту» и «Поездку в Индию» был номинирован на «Оскар».

## Биография
Джон Нэтчбулл принадлежал к аристократическому роду, представители которого с XVII века носили титул баронета, а с 1880 года — титул барона Брэбурна. Он родился в 1924 году и стал вторым сыном Майкла Нэтчбулла, 5-го барона Брэбурна, и Дорин Браун. Получил образование в Итонском колледже и Брасенос-колледже в Оксфорде. Когда началась Вторая мировая война, Нэтчбулл записался добровольцем в армию. Он участвовал в высадке во Франции в 1944 году, дослужился до капитана. Его старший брат Нортон, 6-й барон Брэбурн, погиб в плену в сентябре 1943 года, и после этого Джон унаследовал семейные владения и титулы.
По окончании войны 7-й барон обосновался в поместье Мершем в Кенте. 26 октября 1946 года в аббатстве Ромси в Хэмпшире он женился на Патрисии Маунтбеттен, старшей дочери Луиса Маунтбеттена, 1-го виконта Маунтбеттена, а впоследствии 1-го графа Маунтбеттена Бирманского. Не имея братьев, леди Брэбурн была наследницей отцовских титулов; кроме того, она состояла в близком родстве с британской королевской семьёй, а её тётка Луиза Маунтбеттен была женой наследника шведского престола (впоследствии она стала королевой). В феврале 1947 года тесть Брэбурна стал вице-королём Индии. Молодожёны провели несколько месяцев в этой колонии, причём жили во дворце вице-короля. В ноябре того же года двоюродный брат Патрисии Филипп, герцог Эдинбургский, женился на принцессе Елизавете, будущей королеве Великобритании.
Вскоре после увольнения из армии Брэбурн начал работать помощником менеджера по производству в некоторых телевизионных постановках (главным образом связанных с военной тематикой). В начале 1950-х он уже был менеджером по производству, а в 1958 году стал самостоятельным продюсером. Барон снял фильмы «Потопить „Бисмарк“» (1960), «Ромео и Джульетта» (1968), «Убийство в „Восточном экспрессе“» (1974), «Смерть на Ниле» (1978), «Зло под солнцем» (1982), «Поездка в Индию» (1984), «Крошка Доррит» (1988) и др. В 1970 году он основал компанию Mersham Productions, названную в честь его поместья в Кенте. В 1978—1995 годах Нэтчбулл был директором Thames Television и Euston Films, в 1981—1986 годах — директором Thorn EMI. Он дважды номинировался на «Оскар» за лучшую картину как продюсер фильмов «Ромео и Джульетта» и «Поездка в Индию». В 1979 году барон был избран членом Британского института кино, в 1993 году стал кавалером ордена Британской империи.
27 августа 1979 года Джон Нэтчбулл был на яхте своего тестя, когда там взорвалась заложенная террористами из ИРА бомба. В результате взрыва, кроме Луиса Маунтбеттена, погибли 83-летняя мать барона Брэбурна и один из его 14-летних сыновей-близнецов, Николас. Второй близнец, Тимоти, а также сам барон и его жена были тяжело ранены, но выжили.
Лорд Брэбурн умер в 2005 году в своём доме в Кенте в возрасте 80 лет. Его жена умерла в июне 2017 года.

## Дети
У лорда и леди Брэбурн было восемь детей:
- Нортон Филип Луис (родился 8 октября 1947), 8-й барон Брэбурн, с 2017 года 3-й граф Маунтбеттен Бирманский[1][5];
- Майкл Джон Улик (родился в 1950)[6];
- Энтони (родился 6 апреля 1952 года и умер в тот же день)[6];
- Джоанна Эдвина (родилась в 1955), жена барона Юбера Перно дю Брейля и Азриэля Цукермана[6];
- Аманда Патриция Виктория (родилась 26 июня 1957), жена Чарльза Эллингворта[6];
- Филип Уиндем Эшли (родился в 1961)[6];
- Николас Тимоти Чарльз (18 ноября 1964 — 27 августа 1979), убит бомбой ИРА[7];
- Тимоти (родился 18 ноября 1964 года), брат-близнец Николаса[6].